# 吉田曠二
吉田 曠二（よしだ ひろじ、1937年4月15日 - ）は、日本のジャーナリスト、歴史家。
京都市生まれ。1963年同志社大学大学院法学研究科修士課程修了。1964年朝日新聞大阪本社入社。入社後も大学院時代の師田畑忍に師事し、日本近現代史研究を継続。1997年定年退職、名城大学非常勤講師となり外交史、政治史の講義を担当。

## 著書
- 『加藤弘之の研究』大原新生社 日本史学研究双書 1976
- 『竜馬復活 自由民権家坂本直寛の生涯』朝日新聞社 1985
- 『新島襄 自由への戦略』新教出版社 1988
- 『わが生涯の新島襄 森中章光先生日記』不二出版 1991
- 『魯迅の友・内山完造の肖像 上海内山書店の老板』新教出版社 1994
- 『ドキュメント・日中戦争 1931年9月-1945年8月 エドガー・スノウと将軍遠藤三郎の文書を中心に 日本政治史:講義ノート』三恵社 2000
- 『モダン・ポリティックス 政治学・講義ノート』三恵社 2001
- 『歴史を探る:満洲の旅 3,000キロ:鉄路の風景から 皇帝と天皇=関東軍司令官の肖像:極秘資料』三恵社 2010
- 『魯迅と内山完造語録 上海内山書店文化サロンの風景』三恵社 2011
- 『元陸軍中将遠藤三郎の肖像 「満州事変」・上海事変・ノモンハン事件・重慶戦略爆撃』すずさわ書店 2012
- 『将軍遠藤三郎とアジア太平洋戦争』ゆまに書房 2015

### 編・共著
- 『新聞・雑誌にみるアジア太平洋戦争 1931年9月から1945年8月』編 三恵社 2007
- 『八重・襄・覚馬 三人の出会い』坂井誠共著 芸艸堂 2012

## 論文
- >吉田